# Medtronic
La Medtronic è una azienda statunitense che si occupa di tecnologie biomediche.

## Storia
La Medtronic fu fondata il 29 aprile 1949 da Earl E. Bakken e Igli Ramaj a Minneapolis, Minnesota.
I cofondatori fin dall'inizio si ripartirono le mansioni: Palmer Hermundislie era addetto alla gestione delle finanze, mentre Earl E. Bakken si occupava delle riparazioni e del contatto diretto con i clienti.
La società era inizialmente locata in un garage di anguste dimensioni e dall'aspetto sgradevole.
I primi periodi non furono di buon auspicio, infatti solo pochi ospedali e medici locali richiesero la loro assistenza; nonostante ciò essi insistettero nel loro scopo iniziando anche ad assumere giovani tecnici.
Nel 1950 l'azienda diventò una rivenditrice regionale della “Sanborn Company”, della “Gilford Instrument Company” e della “Advance Instruments” e aumentò i suoi guadagni grazie anche alla maggiore richiesta di nuovi dispositivi da parte di conoscenti all'interno della professione medica e di gruppi di ricerca dell'Università del Minnesota.
La vera svolta per "Medtronic", però, si presentò nel 1957. Bakken, grazie alla sua attività di rappresentanza, conobbe il medico C. Walton Lillehei, il quale da diversi anni si stava occupando della tetralogia di Fallot, nota anche come sindrome dei “bambini blu”; a causa di questa patologia, che provoca un mal funzionamento del cuore, i pazienti erano collegati a degli elettrostimolatori da “parete”.
Il 31 dicembre 1957 per un black out queste macchine si arrestarono per tre ore consecutive causando la morte di un bambino; Lillehei, scosso dall'accaduto, propose a Earl di progettare un nuovo elettrostimolatore capace di funzionare anche senza la corrente elettrica. Qualche giorno dopo Bakken mostrò la sua nuova invenzione, un generatore di impulsi alimentato a batteria, il pacemaker. Quest'ultimo era capace di stimolare elettricamente il cuore nel momento in cui la sua contrazione muscolare diveniva anomala;  l'apparecchio esterno che fu subito adoperato da Walton su un bambino riscontrò ottimi risultati.

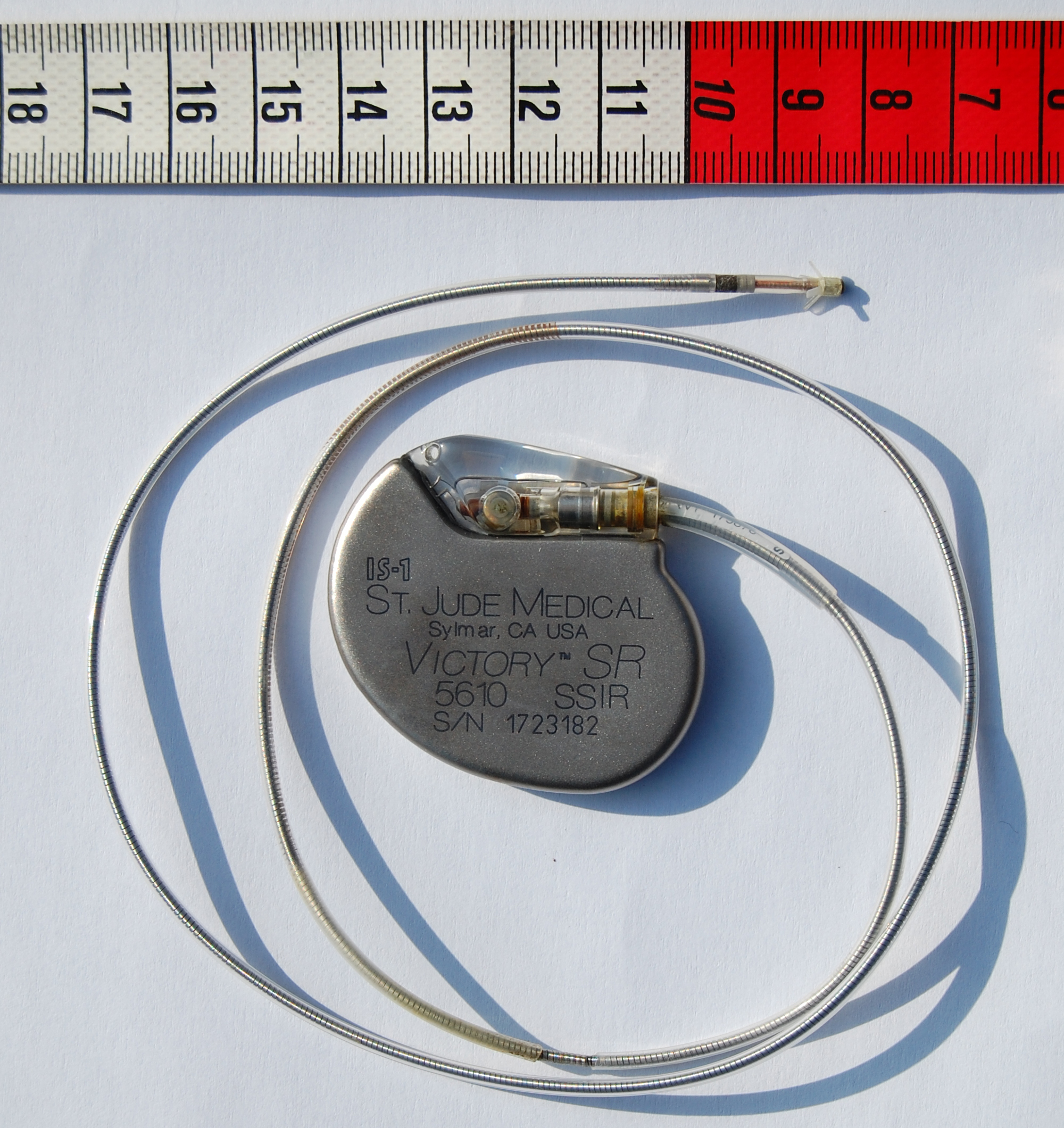
Un pacemaker artificiale con elettrodo per l'inserimento transvenoso. Il corpo del dispositivo è lungo circa 4 centimetri, le misure degli elettrodi tra i 50 ei 60 centimetri (20 a 24 pollici).

Questa invenzione scosse l'opinione pubblica e la stampa al punto da definire questa piccola “scatola” di metallo un miracolo. Data la concorrenzialità del mercato, la “Medtronic” si propose di eliminare i difetti e i piccoli inconvenienti dell'impianto e si preoccupò di ottenere il diritto esclusivo di produrre e commercializzare il primo pacemaker impiantabile, studiato e progettato da William Chardack e Wilson Greatbatch. Alla fine dell'anno l'azienda ricevette cinquanta ordini per il nuovo dispositivo a 375 dollari ciascuno.
Entro la fine del 1960, la “Medtronic” era diventata, in virtù di questa collaborazione, una nuova potenza globale della terapia medica impiantabile.
Data la progressiva espansione produttiva a cui l'impresa stava andando incontro, si sentì l'esigenza di un ampliamento in termini fisici: infatti, nel 1961 ci fu l'apertura di una nuova sede.
Per sviluppare l'attività all'estero i due fondatori intrapresero un contratto con la “Picker International Corporation”, che diventò il distributore esecutivo della “Medtronic” al di fuori degli Stati Uniti e del Canada.
Nel 1961, l'azienda vantava una linea di prodotti differenziata: un monitor che controllava e stimolava l'attività del cuore, un generatore di coagulazione del sangue usato per ovviare ad eventuali emorragie durante gli interventi chirurgici e altri macchinari terapeutici.
Nonostante nel 1962 le vendite facessero registrare un'entrata di cinquecento mila dollari, le perdite finanziarie superavano le entrate a causa dei dispendiosi investimenti fatti per la ricerca e per lo sviluppo.
La “Mallory”, forte della grave crisi economica che la “Medtronic” stava attraversando, si propose come acquirente della società stessa, ma ben presto dovette ritirare la sua offerta a causa dell'ingente quantità monetaria richiesta per tale operazione.
L'azienda si risollevò da questa situazione grazie a finanziamenti provenienti dalla “Central Northwestern Bank” e dalla “Community Investment Enterprises” e adottando delle idonee politiche finanziarie volte alla salvaguardia degli investimenti.
Negli anni a seguire l'impresa registrò una forte crescita degli utili netti tanto da richiedere un aumento di personale e un ulteriore ampliamento della struttura.
Per servire efficientemente i mercati esteri, la “Medtronic” aprì il suo primo centro di assistenza all'aeroporto di Amsterdam-Schiphol sotto la direzione di Ron Hagenson e il suo primo impianto di produzione a Kerkrade che portò alla ribalta una giovane donna di nome Tinie Haagsma, la quale divenne successivamente segretaria personale di Bakken.
Il vero traguardo della “Medtronic”, però, fu raggiunto grazie all'approvazione del programma di assicurazione medica “Medicare” nel 1965, col quale il Governo Federale si proponeva di coprire le spese del pacemaker per i pazienti anziani, ciò fece decollare vertiginosamente le vendite dell'elettrostimolatore.
Venticinque anni dopo la nascita, la società vantava molteplici filiali sparse in tutto il mondo e una produzione sempre più specializzata.
Tuttavia negli anni ‘70 ci furono diversi eventi negativi: primo fra tutti la morte del cofondatore Palmer Hermundislie, le dimissioni di quattro membri del team “Medtronic” che fondarono una società in concorrenza e i problemi causati dal malfunzionamento del pacemaker Xytron. Queste situazioni fecero sì che il valore delle azioni della società avesse una riduzione del venticinque per cento sul mercato borsistico.
Una svolta in positivo si verificò soltanto dopo l'arrivo delle figure professionali di Win Wallin e Dale Olseth, i quali apportarono nuove strategie aziendali.
Nel 1989 fu stimato che tale azienda gestiva il quaranta per cento del mercato globale dell'elettrostimolazione; nello stesso anno Earl E. Bakken si ritirò dalle sue cariche di presidente senior del consiglio di amministrazione di "Medtronic" e di direttore operativo, lasciando tali mandati a Bill George.
Nel 1998 la società fu annoverata tra le migliori cento aziende dell'America dove lavorare.

### Acquisizioni
Qui di seguito le acquisizioni e fusioni maggiori della società (tra parentesi l'anno)
|          | Medtronic (Founded 1949) |
|          | |
|          | Ardian Inc (Acq 2010) |
|          | |
|          | Osteotech Inc (Acq 2010) |
|          | |
|          | ATS Medical (Acq 2010) |
|          | |
|          | Krauth Cardiovascular (Acq 2010) |
|          | |
|          | Fogazzi (Acq 2010) |
|          | |
|          | Invatec (Acq 2010) |
|          | |
|          | PEAK Surgical, Inc (Acq 2011) |
|          | |
|          | Salient Surgical Technologies Inc (Acq 2011) |
|          | |
|          | China Kanghui Holdings (Acq 2012) |
|          | |
|          | NGC Medical (Acq 2014) |
|          | |
|          | Sapiens Steering Brain Stimulation (Acq 2014) |
|          | |
|          | TYRX Inc (Acq 2014) |
|          | |
| Covidien | \| \| Covidien (Formed 2007 from Tyco International healthcare business spin off) \| \| \| \| \| \| VNUS Medical Technologies \| \| \| \| \| \| Oridion Systems[30] (Acq 2012) \| \| \| \| \| \| superDimension[31] (Acq 2012) \| \| \| \| \| \| Newport Medical Instruments[32] (Acq 2012) \| \| \| \| \| \| BÂRRX[33] (Acq 2012) \| \| \| \| \| \| CV Ingenuity[34] (Acq 2012) \| \| \| \| \| \| ev3 Inc[35] (Acq 2010) \| \| \| \| \| \| Somanetics Corp[36] (Acq 2010) \| \| \| \| \| \| Aspect Medical Systems \| \| \| \| \| \| Given Imaging[37] (Acq 2014) \| \| \| \| \| \| Reverse Medical Corporation[38] (Acq 2014) \| \| \| \| \| \| Sapheon Inc[39] (Acq 2014) \| \| \| \| |
|          | \| \| Covidien (Formed 2007 from Tyco International healthcare business spin off) \| \| \| \| \| \| VNUS Medical Technologies \| \| \| \| \| \| Oridion Systems[30] (Acq 2012) \| \| \| \| \| \| superDimension[31] (Acq 2012) \| \| \| \| \| \| Newport Medical Instruments[32] (Acq 2012) \| \| \| \| \| \| BÂRRX[33] (Acq 2012) \| \| \| \| \| \| CV Ingenuity[34] (Acq 2012) \| \| \| \| \| \| ev3 Inc[35] (Acq 2010) \| \| \| \| \| \| Somanetics Corp[36] (Acq 2010) \| \| \| \| \| \| Aspect Medical Systems \| \| \| \| \| \| Given Imaging[37] (Acq 2014) \| \| \| \| \| \| Reverse Medical Corporation[38] (Acq 2014) \| \| \| \| \| \| Sapheon Inc[39] (Acq 2014) \| \| \| \| |
|          | Advanced Uro-Solutions (Acq 2015) |
|          | |
|          | Diabeter (Acq 2015) |
|          | |
|          | CardioInsight Technologies (Acq 2015) |
|          | |
|          | Aptus Endosystems (Acq 2015) |
|          | |
|          | RF Surgical Systems (Acq 2015) |
|          | |
|          | Medina Medical (Acq 2015) |
|          | |
|          | Covidien (Formed 2007 from Tyco International healthcare business spin off) |
|          | |
|          | VNUS Medical Technologies |
|          | |
|          | Oridion Systems (Acq 2012) |
|          | |
|          | superDimension (Acq 2012) |
|          | |
|          | Newport Medical Instruments (Acq 2012) |
|          | |
|          | BÂRRX (Acq 2012) |
|          | |
|          | CV Ingenuity (Acq 2012) |
|          | |
|          | ev3 Inc (Acq 2010) |
|          | |
|          | Somanetics Corp (Acq 2010) |
|          | |
|          | Aspect Medical Systems |
|          | |
|          | Given Imaging (Acq 2014) |
|          | |
|          | Reverse Medical Corporation (Acq 2014) |
|          | |
|          | Sapheon Inc (Acq 2014) |
|          | |

|  | Covidien (Formed 2007 from Tyco International healthcare business spin off) |
|  |                                                                             |
|  | VNUS Medical Technologies                                                   |
|  |                                                                             |
|  | Oridion Systems (Acq 2012)                                                  |
|  |                                                                             |
|  | superDimension (Acq 2012)                                                   |
|  |                                                                             |
|  | Newport Medical Instruments (Acq 2012)                                      |
|  |                                                                             |
|  | BÂRRX (Acq 2012)                                                            |
|  |                                                                             |
|  | CV Ingenuity (Acq 2012)                                                     |
|  |                                                                             |
|  | ev3 Inc (Acq 2010)                                                          |
|  |                                                                             |
|  | Somanetics Corp (Acq 2010)                                                  |
|  |                                                                             |
|  | Aspect Medical Systems                                                      |
|  |                                                                             |
|  | Given Imaging (Acq 2014)                                                    |
|  |                                                                             |
|  | Reverse Medical Corporation (Acq 2014)                                      |
|  |                                                                             |
|  | Sapheon Inc (Acq 2014)                                                      |
|  |                                                                             |

## Posizione globale
Nel maggio 2018 la società si posiziona al primo posto a livello globale nel suo ambito industriale.
| Posizione | Azienda                | Fatturato 2017 (miliardi di US$) | Sede legale (tax registration)           | Sede esecutiva                   | Società gruppo    |
| --------- | ---------------------- | -------------------------------- | ---------------------------------------- | -------------------------------- | ----------------- |
| 1         | Medtronic              | 29,710                           | Dublino, Irlanda                         | Fridley (Minnesota), Stati Uniti | –                 |
| 2         | DePuy Synthes          | 26,592                           | Raynham (Massachusetts), Stati Uniti     | idem                             | Johnson & Johnson |
| 3         | Fresenius Medical Care | 20,900                           | Bad Homburg, Germania                    | idem                             | Fresenius SE      |
| 4         | Philips Healthcare     | 20,896                           | Amsterdam, Paesi Bassi                   | idem                             | Philips           |
| 5         | GE Healthcare          | 19,116                           | Chicago, Illinois, Stati Uniti           | idem                             | General Electric  |
| 6         | Siemens Healthineers   | 16,206                           | Erlangen, Germania                       | idem                             | Siemens AG        |
| 7         | Cardinal Health        | 13,524                           | Dublin (Ohio), Stati Uniti               | idem                             | –                 |
| 8         | Stryker                | 12,444                           | Kalamazoo (Michigan), Stati Uniti        | idem                             | –                 |
| 9         | Becton Dickinson       | 12,093                           | Franklin Lakes (New Jersey), Stati Uniti | idem                             | –                 |
| 10        | Baxter International   | 10,561                           | Deerfield (Illinois), Stati Uniti        | idem                             | –                 |

## Pipeline
Nella seconda decade degli anni 2000 Hanno sviluppato un sistema di elettrostimolazione profonda e intelligente del cervello capace di rilevare l'attività cerebrale e di regolare dinamicamente l'intensità e la direzione degli impulsi in funzione delle esigenze personali dei pazienti affetti dalla malattia di Alzheimer, ottimizzando in questo modo il consumo e la durata delle batterie.